# Becenc blanc
El becenc blanc (Leccinum cyaneobasileucum var. cyaneobasileucum) és un molleró molt poc citat, del grup dels mollerons becencs, els mollerons que creixen vora bedolls.

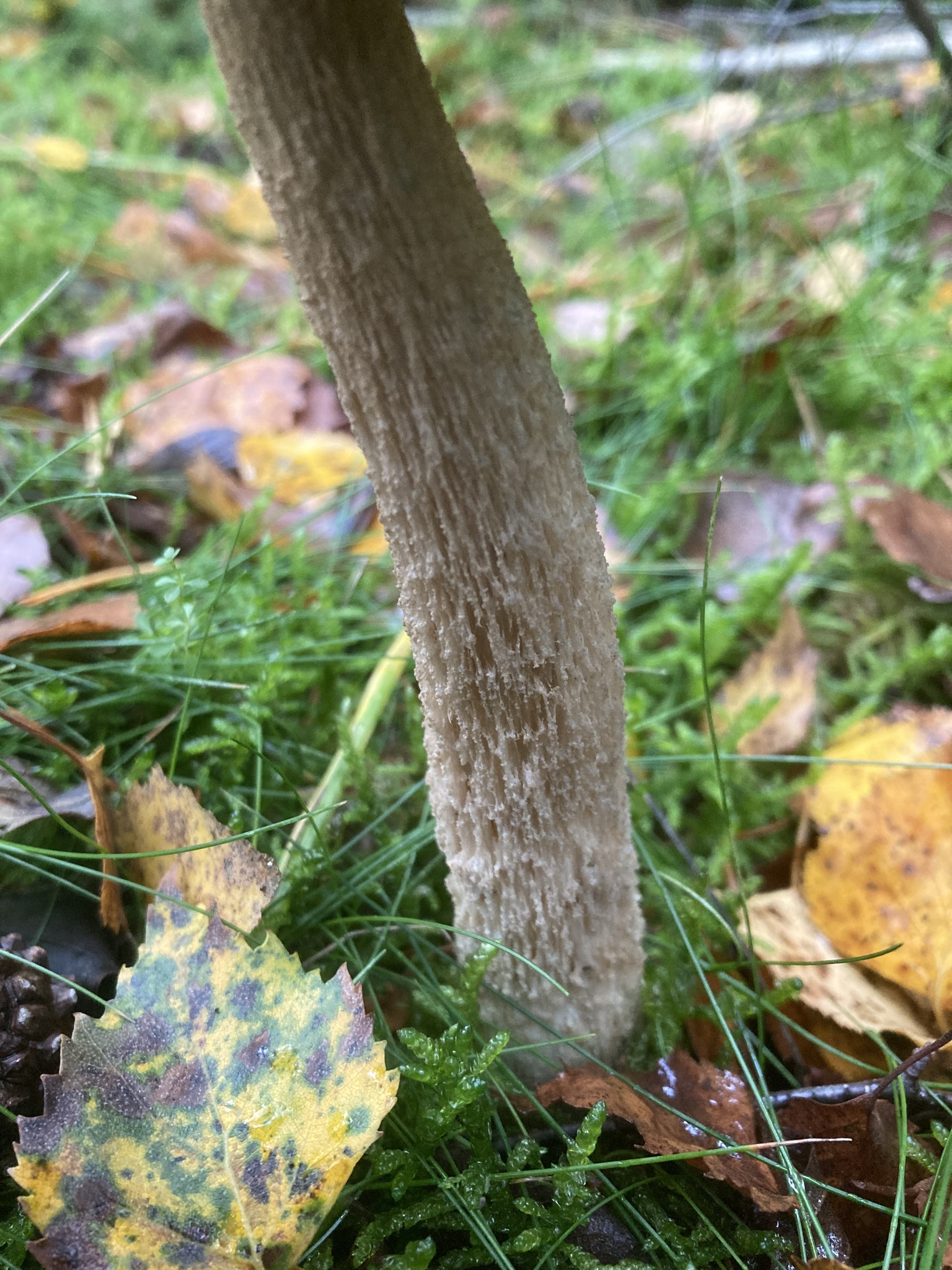
Detall de la cama del becenc blanc (Leccinum cyaneobasileucum var. cyaneobasileucum)

## Taxonomia
Gilbert Lannoy i Alain Estadès varen descriure Leccinum cyaneobasileucum  l'any 1991, un becenc de barret blanc. Posteriorment, el mateix any, els mateixos autors varen descriure Leccinum brunneogriseolum, un becenc de barret bru grisenc a bru pàl·lid. Finalment, els mateixos autors, van combinar aquesta darrera espècie com a varietat de la primera: Leccinum cyaneobasileucum var. brunneogriseolum (Lannoy & Estadès) Lannoy & Estadès
La forma blanca és relativament rara mentre la forma brunenca és la més corrent. Henk den Bakker i Machiel Noordeloos consideren que es tracta de la mateixa espècie, però el nom de la forma blanca té precedència. Certs autors però, segueixen considerant ambdós taxons com a varietats de L. cyaneobasileucum.
La forma blanca, (Leccinum cyaneobasileucum var. cyaneobasileucum) s'anomena becenc blanc, mentre la forma bruna és el becenc bru grisenc (Leccinum cyaneobasileucum var. brunneogriseolum)

## Iconografia
Jose Antonio Muñoz, Boletus s.l. (2005): 96
Geofrey Kibby, British Boletes (2013): Fig 97

## Descripció
Bolets de gregaris a solitaris; de mida mitjana a, el més corrent, gran; barret de 5-8 cm de diàmetre, de jove hemisfèric i ben aviat convex-pulvinat; carnós; marge lleugerament excedent, fins a 1 mm; superfície mat, seca però enganxosa a lleugerament greixosa, finament tomentosa esquamulosa, blanca, immutable al frec.
Tubs adnats, blancs a gris pàl·lid; porus persistentment arrodonits, no angulars, concolors amb els tubs, brunencs al frec.
Cama 7-11  × 1-2.5  cm, sempre més llarg que el diàmetre del barret, esvelta, central, sòlida, fibrosa, ferma, seca, recte a sinuosa, cilíndrica a lleugerament inflada al peu; superfície totalment ornamentada per petits aspres blancs, disposats de manera molt densa, confluents i deprimits, que gairebé no deixen veure el color de la superfície de la cama i que  li donen l'aspecte d'un vellut llanós, més evident cap el peu; amb taques o matisos de blau a aiguamarina en el peu o just sota el còrtex; miceli basal blanquinós.
Carn ferma i dura quan és jove, més tard molla i finalment blana al barret, fibrosa a la cama; blanquinosa, pot decolorar a rosa, amb taques o matisos de blau a aiguamarina cap al peu o cap a les zones perifèriques de la meitat inferior de la cama, tendeixen a fer-se més evidents després del tallar-la; inalterable quan s'exposa a l'aire; olor indistinta, tast suau.

## Hàbitat
Estableix micorrizes amb bedolls (Betula pendula); en sòls preferentment àcids; des de finals d'estiu a principis de tardor; 

## Distribució
Poc comú en molta part d'Europa, rar a Escandinàvia (excloent Dinamarca), s'ha citat d'Espanya, França i Itàlia. De Catalunya tan sols s'ha recol·lectat a Rupit.

## Espècies semblants
Es reconeix al camp pel color blanc del barret i la superfície cotonosa de la cama, on els aspres, densos i confluents, gairebé no deixen veure la superfície de la cama. Al camp es pot confondre amb el becenc blanc de mollera (Leccinum holopus), del que només es pot diferenciar per anàlisis microscòpica de les espores i la cutícula.

## Comestibilitat
Comestible; com totes les espècies del gènere Leccinum cal considerar-les com a comestibles mediocres. Es recomanable descartar la cama. Causen problemes gastrointestinals si es mengen crus o mal cuinats.

## Analítica
- Porus 30% NH4 OH +: bru feruginós
- Superfície del barret i cama 30% KOH +: roig vinós
- Carn FeSO4 +: Aiguamarina pàl·lid